# Волков Владислав Вадимович
Владисла́в Вади́мович Во́лков (рос. Владислав Вадимович Волков; нар. 18 травня 2000) — російський футболіст українського походження, захисник грозненського «Ахмата», який виступає в оренді за «Волгар».

## Життєпис
Вихованець ДЮСШ «Строгіно» (Москва). У 2015—2016 роках залучався до участі у матчах за юнацькі збірні Росії. У Другій лізі у 2016—2023 роках грав за московські «Строгіно», «Родіну» та «Чайку» з Піщанокопського. У 2021 році у складі збірної групи 2 ПФЛ брав участь у турнірі «Переправа», що проходив в Ульяновську.
У червні 2023 року перейшов із «Чайки» до «Ахмата» до Сергія Ташуєва, який тренував «Чайку» у 2021—2022 роках, підписав контракт на 4 роки.
22 липня 2023 року дебютував у російській прем'єр-лізі, вийшов на заміну на 90-й хвилині матчу 1-го туру проти самарських «Крил Рад» (1:2). У січні 2024 року віддано в оренду до клубу Першої ліги «Ленінградець» до завершення сезону 2023/24 року.